# Sobrón
Sobrón es un concejo del municipio de Lantarón, en la provincia de Álava, País Vasco, España.

## Despoblados
Forman parte del concejo los depoblados de:
- Lantarón.[1]
- Quijera.[2]

## Localización
El concejo está situado en el borde suroccidental de la provincia de Álava, en el límite de la misma con la provincia de Burgos y a orillas del río Ebro. Se encuentra 21 km al noroeste de Miranda de Ebro y 47 km al oeste de Vitoria.

## Geografía
El paraje en el que se encuentra Sobrón tiene relieves muy pronunciados ya que el Ebro atraviesa un desfiladero que pone en contacto el Valle de Tobalina y la Depresión de Miranda.
El pueblo está dividido en dos zonas; Sobrón Alto, en el monte y Sobrón Bajo, que está junto al río Ebro. Sobrón Bajo está dividido en dos barrios; La Playa y La Presa, en este último es donde hubo antiguamente un balneario y actualmente hay un bar y un hotel. Además se está edificando un balneario nuevo en el emplazamiento del antiguo y justo en frente de esta obra se encuentra el Museo del Agua de Sobrón que también es el Centro de Interpretación Comarcal de la Cuadrilla de Añana.

## Historia
El territorio donde se encuentra el concejo ha estado habitado desde antiguo. En la cueva de Peña Mazo se han encontrado restos arqueológicos (materiales líticos, cerámicos y antropológicos) que datan del Eneolítico-Edad del Bronce-Edad del Hierro (3000-200 a. C.). También fueron hallados restos de lugares de habitación al aire libre en el camino que va de Sobrón al pueblo de Barrio y Peña Mazo, que datan del 3000-1000 a. C.
A mediados del siglo XIX, el lugar, por entonces parte del ayuntamiento de Bergüenda, tenía contabilizada una población de 122 habitantes. La localidad aparece descrita en el decimocuarto volumen del Diccionario geográfico-estadístico-histórico de España y sus posesiones de Ultramar de Pascual Madoz de la siguiente manera:

SOBRON: v. del ayunt. de Berguenda en la prov. de Alava (á Vitoria 7 leg.), part. jud. de Añana (3), aud. terr. de Búrgos (16), c. g. de las Provincias Vascongadas, dióc. de Calahorra (16). sit. entre montes escarpados. clima saludable; tiene 31 casas inclusa la del concejo, escuela de primera educacion para ambos sexos, frecuentada por 26 ó 28 alumnos y dotada con 20 fan. de trigo; igl. parr. (Purísima Concepcion) servida por un beneficiado; una ermita (Ntra. Sra. de Quijera), y para surtido de los vec. varias fuentes de agua saludables, especialmente la titulada Caliente que la usan en baños con buenos resultados. El térm. confina N. Bachicabo; E. BergÚenda; S. r. Ebro, y O. Tobalina, y en él se encuentran varios montes bien poblados. El terreno es de mediana calidad, aunque áspero; le baña el r. Ebro por el confin S. El correo se recibe de Miranda de Ebro por balijero. prod.: trigo, cebada, avena, patatas y otras legumbres, manzanas y cerezas en abundancia; cria de ganado vacuno y cabrío; caza de jabalies, perdices y palomas. ind.: ademas de la agricultura y ganaderia, algunos vec. se dedican al carboneo. pobl.: 25 vec., 122 almas. riqueza y contr.: (V. Alava intendencia).
(Madoz, 1849, p. 257)

## Demografía
| Gráfica de evolución demográfica de Sobrón entre 2000 y 2017 |
|                                                              |
| Población de derecho según los censos de población del INE.  |

## Monumentos

### Castillo
El castillo de Lantarón, del que tomó su nombre el condado medieval, tenía probablemente su ubicación en Peña Mazo de Sobrón. El primer documento que lo menciona data del año 897 en el que se menciona a un tal Gonzalo Téllez como conde de Lantarón. Ese castillo fue el núcleo del proceso de repoblación que se realizó en esta zona del valle del Ebro entre los siglos IX y XI. Posteriormente con el paso del tiempo la frontera entre cristianos y musulmanes fue alejándose perdiendo su importancia el castillo. En 1290, el rey Sancho IV el Bravo cedió el castillo de Lantarón y el pueblo de Sobrón al concejo de Salinas de Añana.

### El balneario

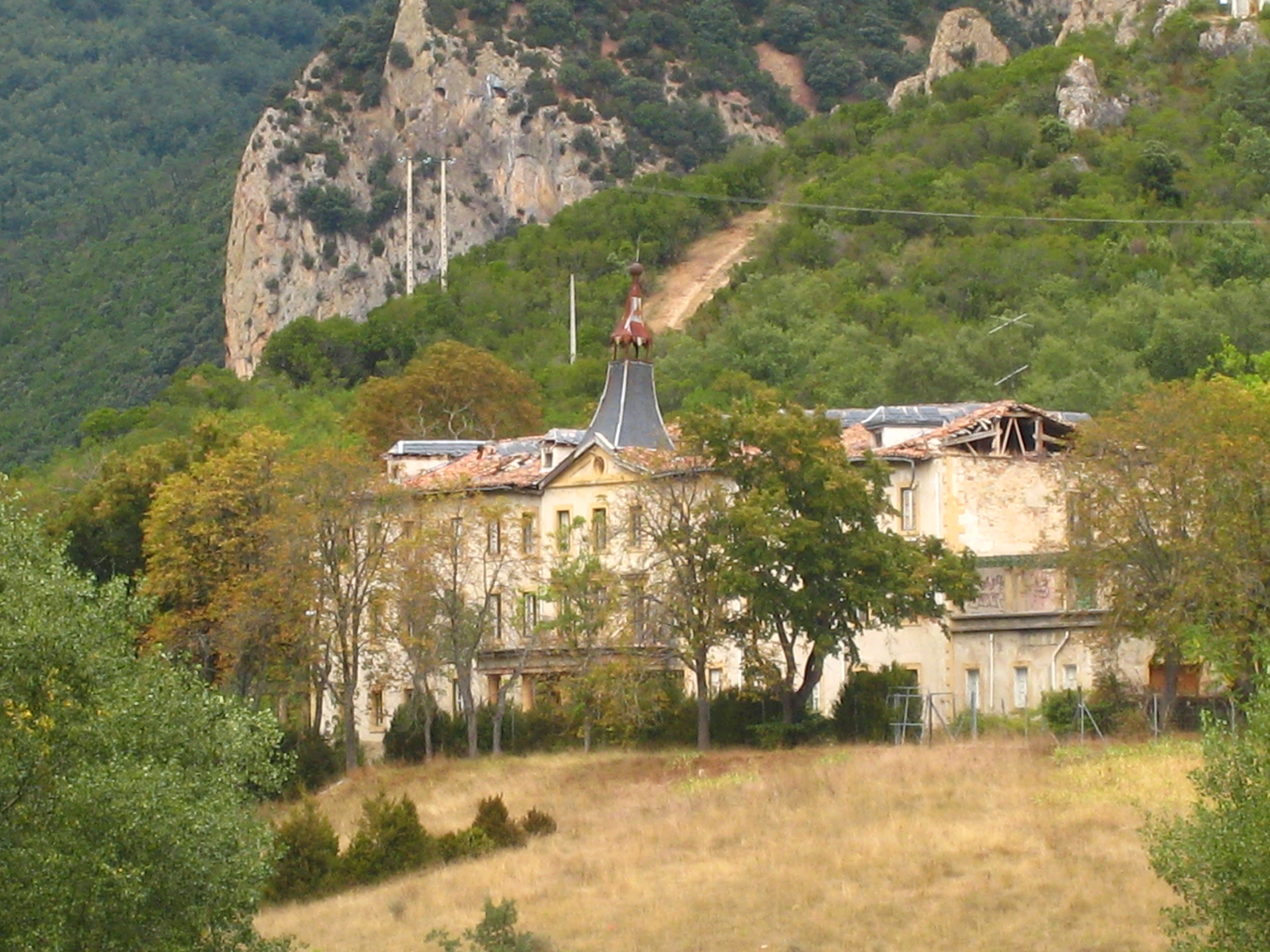
Balneario de Sobrón.

En Sobrón, haciendo uso de los manantiales de Sobrón y Soportilla que tienen caudales de 114 y 218 litros por minuto respectivamente, se construyó a mediados del siglo XIX un balneario que se mantuvo en activo hasta 1936. Estas instalaciones contaban, además de los baños, de servicios de casino con salón de baile, cafés, billares, oficina telegráfica, peluquería, estafeta postal donde podían comprarse periódicos nacionales y extranjeros y campos de juego al aire libre. 
Los restos romanos hallados al lado de uno de los manantiales dan pie a la hipótesis de su utilización en esa época. Los fundadores y dueños de las instalaciones balnearias del siglo XIX decían que podían demostrar el uso de esas aguas desde el siglo XIII.
En 1950 la Organización Sindical Española se hizo cargo del mismo y lo convirtió en uno de los centros de su red de residencias para productores denominada "Residencia educación y descanso Luis Fernando Orion". Cuando el Sindicato Vertical fue disuelto todas las residencias pasaron a manos de las comunidades autónomas y la de Sobrón pasó a depender de la Diputación Foral de Álava que optó por cerrarla.
En 2003 Termoeuropa se interesó por la reapertura de las instalaciones balnearias y realizó un proyecto para abrir en 2005 un hotel SPA con 66 habitaciones. El proyecto no se llevó a cabo, quedando las obras sin terminar.
Las aguas de los manantiales que abastecían al balneario tienen propiedades curativas para enfermedades de, entre otras, estómago, intestinales, hepáticas, del aparato urinario y contra el reuma. Se tomaban bebidas o en chorros.

### Embalse de Sobrón
El embalse gestionado por Iberdrola así como la central hidroeléctrica del mismo nombre, inaugurados en 1961, se encuentran en el término municipal.

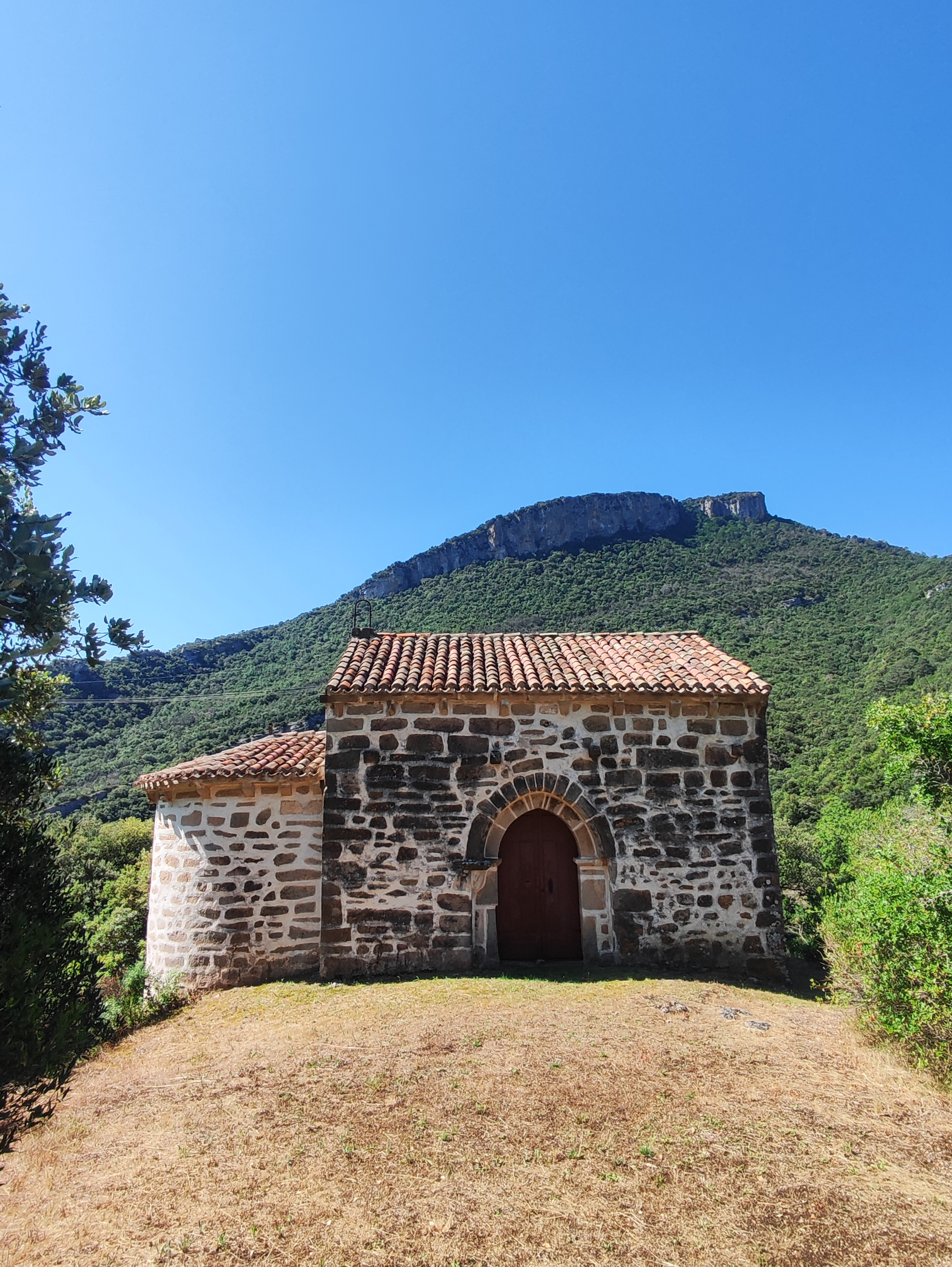
Ermita de Quijera (Sobrón)

### Ermita de Quijera
Antiguo monasterio alavés. Estuvo situado en Sobrón (Lantarón), en el camino al valle de Tobalina; hoy sepultado bajo las aguas del embalse de Sobrón. Citado desde el s. X, en 1045 fue donado a San Millán de la Cogolla por el rey de Navarra García el de Nájera. Subsiste en Sobrón una ermita, románica, bajo la advocación de Nuestra Señora de Quijera, donde se conserva una imagen moderna de la titular. Aparece citada en la documentación como Cassiera (s. X) y Quixera (s. XVI).En junio se celebra la romería de Quijera.

## Leyendas
Según la tradición, el rey Favila de Asturias, hijo de Don Pelayo, murió accidentalmente en la zona de Sobrón debido a un enfrentamiento con un oso durante una cacería.